# Targuist
Targuist (arabiska: تارجيست) är en stad i Marocko. Den ligger i provinsen Al Hoceïma och regionen Tanger-Tétouan-Al Hoceïma, 250 km öster om huvudstaden Rabat. Antalet invånare var 13 390 vid folkräkningen 2014.